# Johnny Whitaker

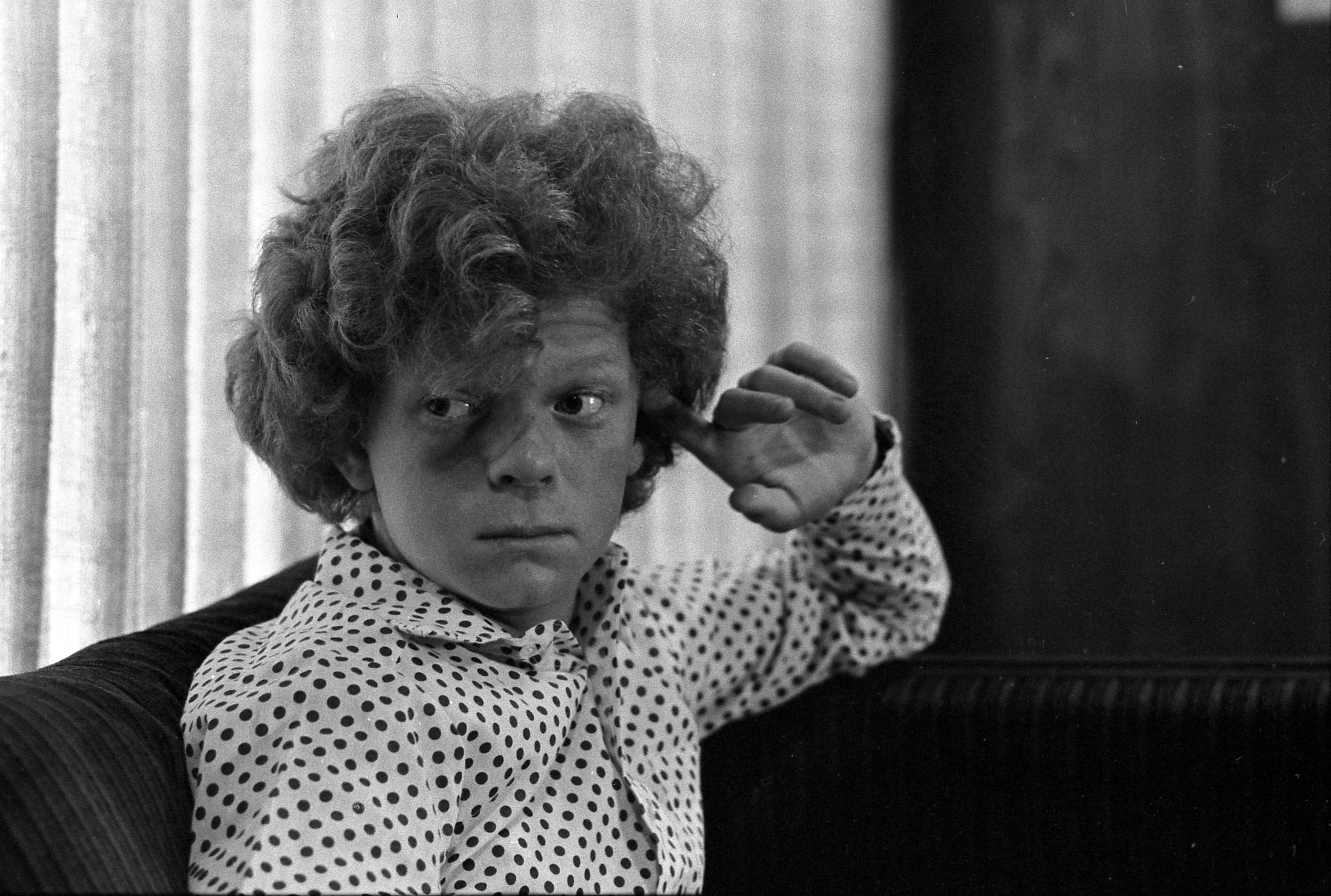
Johnny Whitaker (1973)

John O. Whitaker Jr. (* 13. Dezember 1959 in Van Nuys, Kalifornien) ist ein US-amerikanischer Schauspieler. Er wurde 1999 für seine Leistungen als Kinderdarsteller mit einem Young Artist Award ausgezeichnet.

## Leben
Whitaker war das fünfte von acht Kindern von Thelma und John O. Whitaker, Sr. Er begann seine Karriere bereits als Dreijähriger, indem er in mehreren Werbespots mitwirkte. Über die Grenzen der USA hinaus bekannt wurde er 1966 durch die Rolle des Jonathan „Jody“ Patterson-Davis in der US-amerikanischen Kinderserie Lieber Onkel Bill (Family Affair) neben Anissa Jones als Buffy. Whitaker war beim Vorsprechtermin für die Rolle gerade einmal sechs Jahre alt. Ebenfalls 1966 trat er neben seinem Filmonkel Brian Keith aus Lieber Onkel Bill in seinem ersten Kinofilm auf, der Filmkomödie Die Russen kommen! Die Russen kommen!.
Anschließend spielte Whitaker in zahlreichen weiteren Produktionen mit, darunter beginnend 1972 mit Die Promenadenmischung in mehreren Disney-Filmen. So war er im gleichen Jahr auch neben Jodie Foster in Flucht in die Wildnis zu sehen. 1973 hatte er die Titelrolle in dem von den Sherman-Brüdern geschriebenen Musical Tom Sawyers Abenteuer neben Jodie Foster als Becky Thatcher, die von Whitaker in diesem Film ihren ersten Filmkuss bekam.
Nach Abschluss der Sylmar High School verbrachte er zwei Jahre in Portugal. Dort arbeitete er als Missionar für die Kirche Jesu Christi der Heiligen der Letzten Tage. Nach seiner Rückkehr in die Vereinigten Staaten studierte er an der Brigham Young University Kommunikationswissenschaften (Abschluss 1986). Danach arbeitete Whitaker in der Computerbranche sowie für die „Los Angeles Talent Agency, Whitaker Entertainment“, deren Besitzerin seine Schwester ist.
Eine Ehe mit der Theateragentin Symbria Wright währte von 1984 bis 1988. Er nahm später auch an einem Drogenentzug teil.
Seit 2001 war Johnny Whitaker auch öfter in der Talkshow-Parodie Nighty Nite San Francisco zu sehen. Er spricht mehrere Sprachen fließend, unter anderem auch die Gebärdensprache für Gehörlose.

## Filmografie (Auswahl)
- 1966–1971: Lieber Onkel Bill (Family Affair, Fernsehserie)
- 1966: Die Russen kommen! Die Russen kommen! (The Russians Are Coming the Russians Are Coming)
- 1966: Baby Makes Three (Fernsehfilm)
- 1969: The Littlest Angel (Fernsehfilm)
- 1972: Haus des Bösen (Something Evil, Fernsehfilm)
- 1972: Die Promenadenmischung (The Biscuit Eater)
- 1972: Flucht in die Wildnis (Napoleon and Samantha)
- 1972: Erbschaft in Weiß (Snowball Express)
- 1973: Mystery in Dracula’s Castle (Fernsehfilm)
- 1973: Tom Sawyers Abenteuer (Tom Sawyer)
- 1977: The Magic Pony
- 2011: Growing Up Normal
- 2013: A Talking Cat!?!

## Auszeichnungen
- 1999: Former Child Star Lifetime Achievement Award bei den Young Artist Awards